# Línea Aérea Iquiqueña
Línea Aérea Iquiqueña (LAI) fue una aerolínea chilena existente entre 1977 e inicios de la década de 1980. Realizaba vuelos regionales entre ciudades del norte de Chile.

## Historia
La línea aérea fue fundada el 31 de octubre de 1977 por Rubén Guevara Valderrama —junto a su esposa, Juana Calderón—, Julio Valdés Subercaseaux, Hugo Gutiérrez Barros y Tomás Erjavec Kusir, adoptando la sigla LAI. Su sede principal se encontraba en calle Colón 375 en Arica y poseía oficinas en calle Lynch 370 en Iquique, mientras que en Santiago tenía un representante en calle Huérfanos 878.
La actividad de la aerolínea se inició con una aeronave Piper PA 28 para 5 pasajeros, que Rubén Guevara adquirió en Miami, sumando posteriormente un Cessna 310, que fue reemplazado en años siguientes por un Cessna 404. Sumado a sus vuelos regulares, la aerolínea prestaba servicios chárter a otras ciudades del norte y Santiago. LAI continuaba apareciendo en guías turísticas hacia 1982, fecha tras la cual cesaría su actividad.

## Destinos
LAI realizaba vuelos regulares entre 3 ciudades del norte de Chile:
- Arica — Aeropuerto Internacional Chacalluta
- Iquique — Aeropuerto Internacional Diego Aracena
- Antofagasta — Aeropuerto Cerro Moreno

## Flota
Al momento del inicio de operaciones en 1977, LAI contaba con un monomotor Piper PA 28, al que se sumó posteriormente un Cessna 310. Hacia 1980 la flota de LAI estaba compuesta por 2 aeronaves:
- CC-CED, Beech 65 Queen Air 80
- CC-CIC, Piper PA-32-300 Cherokee Six